# غوردون براون (لاعب اتحاد الرغبي)
غوردون براون (بالإنجليزية: Gordon Brown)‏ هو لاعب اتحاد الرغبي بريطاني، ولد في 1 نوفمبر 1947 في ترون ‏ في المملكة المتحدة، وتوفي بنفس المكان في 19 مارس 2001 بسبب لمفوما لاهودجكينية.

## وصلات خارجية
- غوردون براون عل موقع إسبنسكروم (الإنجليزية)